# Prasat Tha Piang Tia

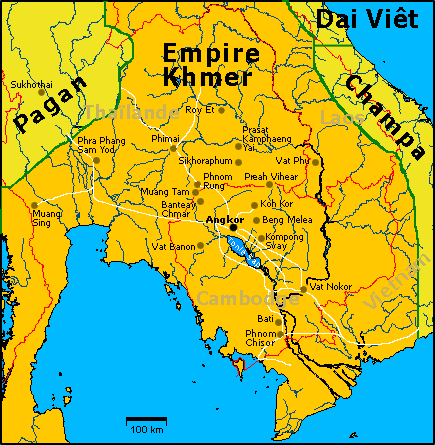
Principaux sites khmers

Prasat Tha Piang Tia (ou Boran Sata Ta Priang Ta ou Boran Sathan Ta Priang Tia) est un temple situé dans la province de Surin en Thaïlande, à proximité de Lamduan. C'est un bâtiment unique de brique avec une entrée unique à l'est. Il date de fin XIIe - début XIIIe siècles.

## Photographies

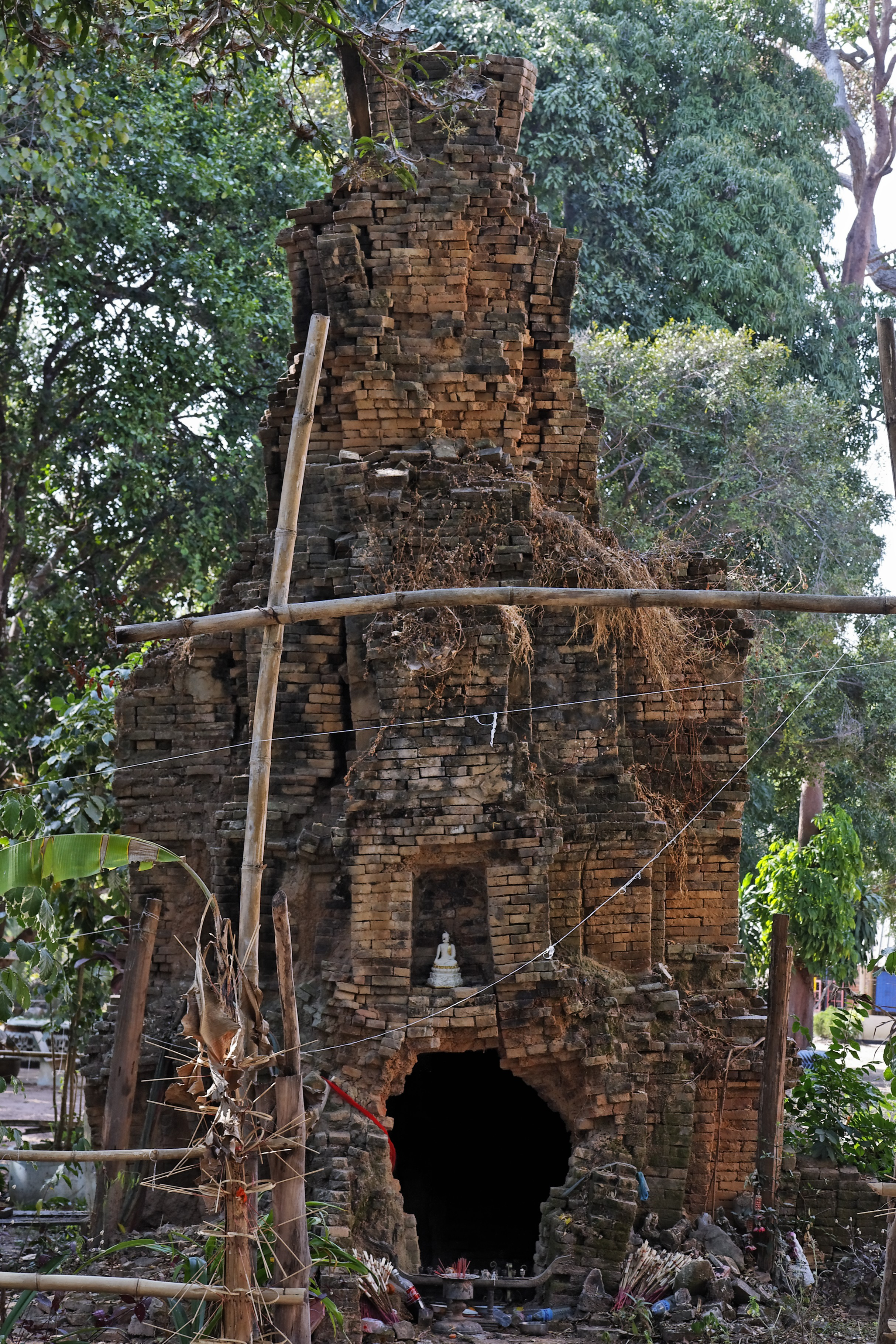
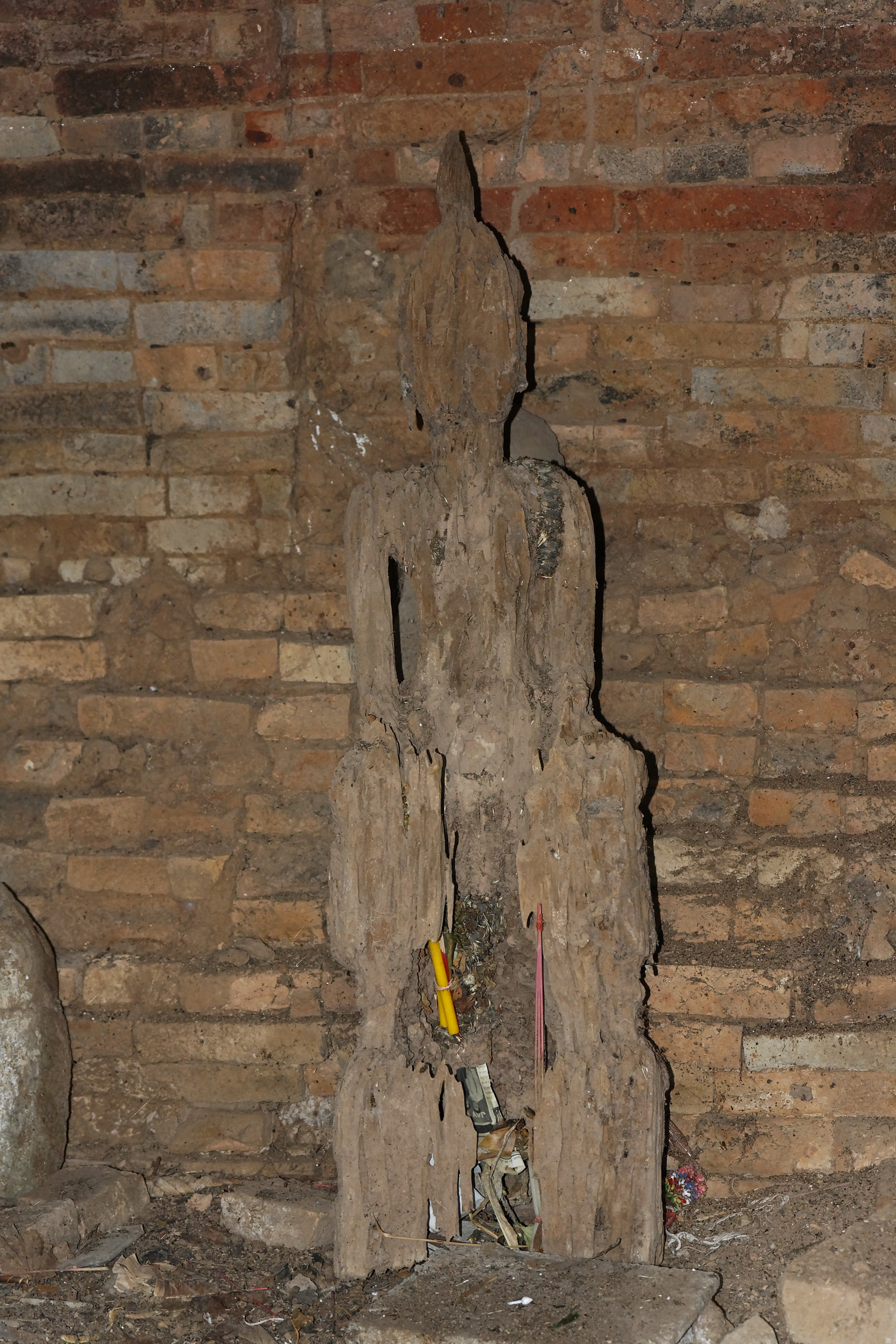
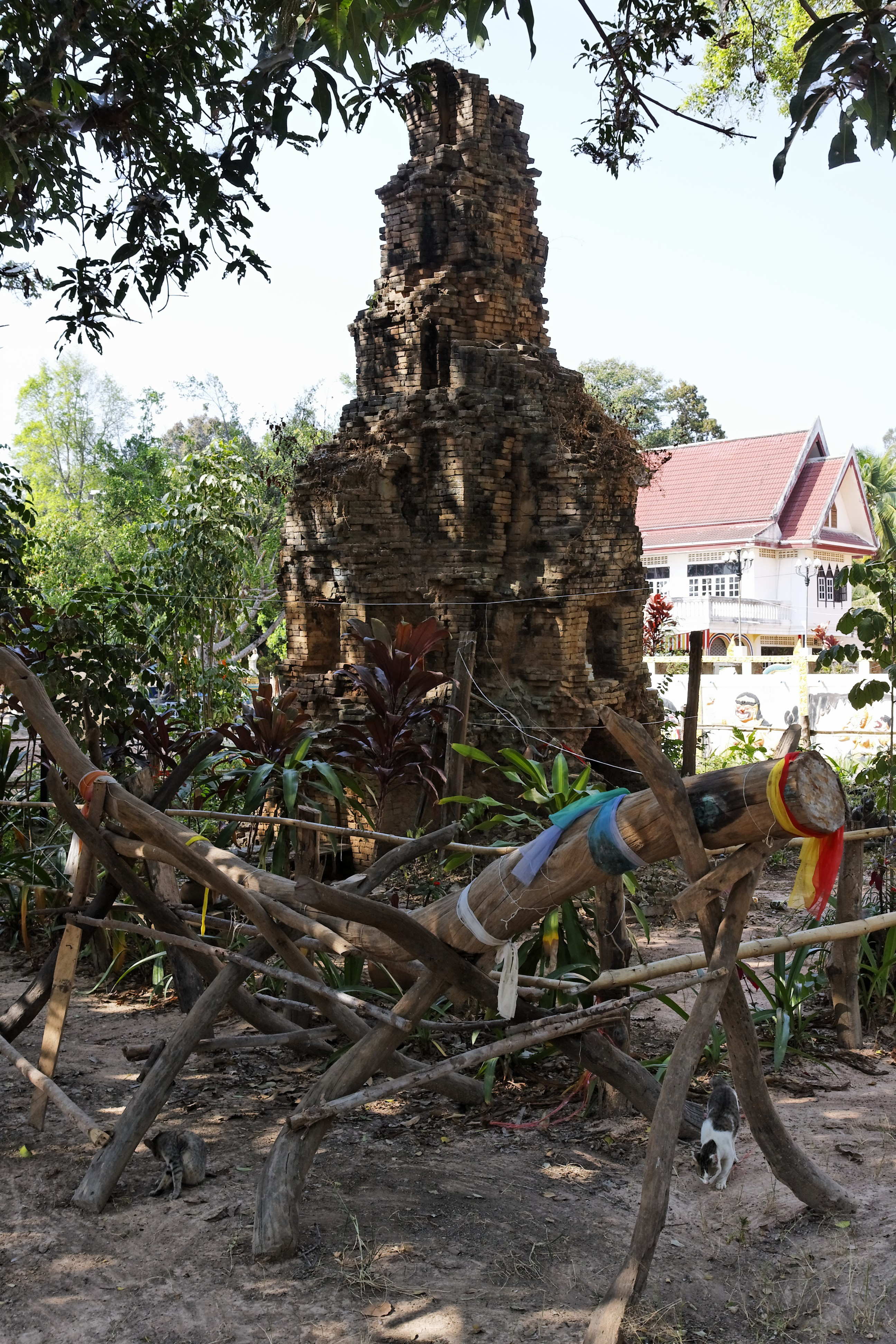